# Lucien Barbedette
Pour les articles homonymes, voir Barbedette.
Lucien Barbedette (né le 13 août 1890 à Levaré et mort le 8 février 1942 à Luxeuil-les-Bains) est un anarchiste et philosophe français, collaborateur de la presse libertaire.

## Biographie
Lucien Barbedette naît dans une famille de catholiques pratiquants. Professeur à Luxeuil-les-Bains, il est l'auteur de nombreux articles dans la presse anarchiste, et d'ouvrages philosophiques.

## Œuvres
- La Cité fraternelle. Étude sociologique, Luxeuil, la Fraternité, universitaire, (s. d.) In-16, 31 p. ;
- Métrique morale. Essai de psychologie sociale, Luxeuil, impr. de M. Pattegay, (S. d.) In-16, 43 p. ;
- Pour la justice économique, étude sur la propriété...; Paris, Éditions de l'Encyclopédie, (S. d.). In-8, 31 p. ;
- Pour l'Ère du cœur. Essai de psychologie morale, ma Fraternité universitaire, Luxeuil, impr. M. Pattegay. (S.M.), (17 juin 1926.) In-16, 30 p. ;
- Le Symbolisme des tombeaux gallo-romains, Paris, E. Leroux, 1926. In-8, paginé 274-277. Extrait de la 'Revue archéologique' ;
- La Formation religieuse de Malebranche. Ses premières études, Paris, E. Leroux, 1927. Gr. in-8, paginé 61-78, Extrait des 'Annales du Musée Guimet'. Revue de l'histoire des religions, juillet-août 1927 ;
- L'Influence augustinienne dans la philosophie de Malebranche, Paris, E. Leroux, 1927. Gr. in-8, 20 p. Extrait des 'Annales du Musée Guimet'. Revue de l'histoire des religions, janvier-février 1927 ;
- La Formation religieuse de Malebranche. Novicat, études théologiques, sacerdoce, Paris, E. Leroux, 1928. Gr. in-8, 19 p. Extrait des 'Annales du Musée Guimet'. Revue de l'histoire des religions, mars-juin 1928 ;
- Malebranche. L'homme;  Paris, E. Leroux, 1928. Gr. in-8, paginé 24-41. Extrait des 'Annales du Musée Guimet'. Revue de l'histoire des religions, juillet-décembre 1928 ;
- Le Règne de l'envie. Étude de pathologie morale,  Luxeuil, impr. M. Pattegay, 1928. (2 avril.) In-16, 35 p. ;
- Face à l'éternité. Essai philosophique, Luxeuil, impr. Pattegay, 1928. (28 mars.) In-16, 43 p. ;
- Par delà l'intérêt. Essai de psychologie morale, Luxeuil, impr. M. Pattegay. (S.M.), (2 mars 1929.) In-16, 39 p. ;
- Vouloir et Destin. Essai philosophique, Luxeuil, impr. M. Pattegay, 1931. (24 juillet.) In-16, 47 p. ;
- Suprêmes Illusions. Recherches sur le divin, La Fraternité universitaire, Limoges, impr. E. Rivet, 1933. (22 avril.) In-16, 75 p. , Cette étude est extraite de l'Encyclopédie anarchiste, publiée sous la direction de Sébastien Faure. La Fraternelle ;
- Ordre et Raison, recherches philosophiques, Limoges, impr. E. Rivet, 21, rue d'Aixe, 1937. (4 mai.) In-16, 69 p., portrait hors texte ;
- Le Cycle éternel, essai de métaphysique expérimentale, Limoges, impr. E. Rivet, 21, rue d'Aixe, 1938. (6 avril.) In-16, 95 p. ;
- Le peintre Jules Adler, Besançon : Éditions Séquania, 1938, In-8°, 93 p., pl., portrait
- Dans les sphères du rêve. Mythes d'autrefois et d'aujourd'hui, La Fraternité universitaire, Limoges, impr. E. Rivet, 1940. In-16, 99 p.

## Notices
- Dictionnaire des anarchistes, « Le Maitron » : notice biographique.
- Dictionnaire biographique, mouvement ouvrier, mouvement social : notice biographique.
- Dictionnaire international des militants anarchistes : notice biographique.
- L'Éphéméride anarchiste : notice biographique.